# Zoo (serial telewizyjny)
Zoo – amerykański serial telewizyjny (dramat, thriller, science fiction) wyprodukowany przez Midnight Radio, Treeline Films oraz James Patterson Entertainment. Serial jest adaptacją powieści o tym samym tytule autorstwa Jamesa Pattersona i Michaela Ledwidge'a, wydanej w 2012 roku. Producentami serialu są Josh Appelbaum, Andre Nemec, Jeff Pinkner i Scott Rosenberg. Premierowy odcinek został wyemitowany 30 czerwca 2015 roku przez CBS.
W Polsce Zoo udostępniony został w ramach usługi VOD Seriale+ platformy nc+ od 1 września 2015 roku. W ogólnopolskiej telewizji serial jest emitowany od 9 kwietnia 2016 roku przez Puls 2. 24 października 2017 roku stacja CBS ogłosiła zakończenie produkcji serialu po trzech sezonach.

## Fabuła
Fabuła serialu skupia się na Jacksonie Oz, biologu, który odkrywa, że zwierzęta zaczynają brutalnie i celowo polować na ludzi.

## Obsada

### Główna
- James Wolk jako Jackson Oz[5]
- Nora Arnezeder jako Chloe Tousignant
- Nonso Anozie jako Abraham Kenyatta
- Kristen Connolly jako Jamie Campbell[6]
- Billy Burke jako Mitch Morgan[6]

### Role drugoplanowe
- Geoff Stults jako agent FBI Ben Shafer[7]
- Carl Lumbly jako Delavane[8]
- Ken Olin jako profesor Robert Oz
- Henri Lubatti jako Gaspard Alves
- Marcus Hester jako Evan Lee Hartley
- Madison Wolfe jako Clementine Lewis
- Anastasia Griffith jako Audra Lewis
- Gonzalo Menendez jako Gustavo Silva
- Michael Scott jako Enzo
- Yvonne Welch jako Gabriela Machado
- Steven Culp jako Clayton Burke
- Xander Berkeley jako Ronnie „Dogstick” Brannigan
- Warren Christie jako Ray Endicott
- Jayne Atkinson jako Amelia Sage
- Alyssa Diaz jako Dariela Marzan[9]
- Josh Salatin jako Logan Jones[9]
- Joanne Kelly jako Allison (sezon 2)[10]

### Gościnne występy
- Brian Tee jako Philip Weber
- Tamara Tunie jako Brenda Montgomery
- Bess Armstrong jako dr Elizabeth Oz
- Tamlyn Tomita jako Minako Oz
- Jay Paulson jako Leo Butler
- James DuMont jako dr Humbolt Swinney
- Simon Kassianides jako Jean-Michel Lion
- Scottie Thompson jako szeryf Rebecca Bowman
- David Jensen jako Victor Holman

## Odcinki
| Sezon | Sezon | Odcinki | Oryginalna emisja CBS | Oryginalna emisja CBS | Oryginalna emisja Seriale+ | Oryginalna emisja Seriale+ | Oryginalna emisja Seriale+ |
| Sezon | Sezon | Odcinki | Premiera sezonu       | Finał sezonu          | Premiera sezonu            | Finał sezonu               |                            |
| ----- | ----- | ------- | --------------------- | --------------------- | -------------------------- | -------------------------- | -------------------------- |
|       | 1     | 13      | 30 czerwca 2015       | 15 września 2015      | 1 września 2015            | 24 listopada 2015          |                            |
|       | 2     | 13      | 28 czerwca 2016       | 6 września 2016       | 4 sierpnia 2016            | 27 października 2016       |                            |
|       | 3     | 13      | 29 czerwca 2017       | 21 września 2017      | 30 czerwca 2017            | 22 września 2017           |                            |

## Produkcja
2 lipca 2014 roku stacja zamówiła 13-odcinkowy sezon Zoo. 2 października 2015 roku, stacja CBS ogłosiła przedłużenie serialu o drugi sezon. 10 sierpnia 2016 roku stacja CBS ogłosiła przedłużenie serialu o trzeci sezon.